# Phanmun Pavilon
Az Phanmun Pavilon vagy Phanmungak (hangul: 판문각, handzsa: 板門閣, RR: Panmungak) egy 1969 augusztusában megnyitott, 2413 négyzetméter alapterületen felhúzott három emeletes szocreál építészeti stílusú épület a Koreai demilitarizált övezetben, Panmindzson (P'anmunjŏm) település északi részén. Jogilag az észak-koreai Észak-Hvanghe (Hwanghae) tartomány Keszong (Kaesŏng) város Phanmundzsom-ri (P'anmunjŏm-ri) része.